# Words on Bathroom Walls (Film)
Words on Bathroom Walls ist ein US-amerikanisches Filmdrama von Thor Freudenthal, das am 21. August 2020 in die US-Kinos kam.

## Handlung
Adam Petrazelli besucht die High School und versucht trotz seiner oft unkontrollierbaren Gefühle ein ganz normales Leben zu führen. Nachdem er eines Tages während des Unterrichts plötzlich ausrastet, gewalttätig wird und einen Mitschüler attackiert, wird Adam der Schule verwiesen. Er und seine Mutter sind am Boden zerstört, als man bei ihm Schizophrenie diagnostiziert, und Adam sieht seinen Traum in Gefahr, eine Kochschule besuchen zu können. Besorgt um die Zukunft ihres Sohnes organisiert sie für Adam einen Platz an einer privaten katholischen Schule, wo er sein letztes Jahr absolvieren soll. An der neuen Schule lernt er Maya kennen und ist sofort von ihrer rebellischen, aber charmanten Persönlichkeit angezogen. Durch Mayas Freundschaft und einem Versuch mit einem neuen experimentellen Medikament hofft er, das Jahr zu Ende zu bringen, ohne dass jemand seine psychische Erkrankung erkennt.

## Produktion
Words on Bathroom Walls basiert auf dem gleichnamigen populären Roman von Julia Walton aus dem Jahr 2017. Dieser wurde vielfach ausgezeichnet, unter anderem mit dem Rhode Island Teen Book Award. Der Titel nimmt Bezug auf die Wörter, die Adam in seinen schizophrenen Momenten an den Wänden und Türen der Schultoilette sieht.
Regie führte Thor Freudenthal, während Nick Naveda Waltons Roman für den Film adaptierte.
Charlie Plummer spielt in der Hauptrolle Adam. Die Stimmen, die Adam hört, werden von den Schauspielern Lobo Sebastian, AnnaSophia Robb und Devon Bostick in visueller Form zum Leben erweckt. Sie werden zu Figuren, die in seinem Kopf geschaffen wurden und mit denen er Gespräche führt. Die Art und Weise, wie diese drei Akteure dargestellt werden, hilft dem Betrachter, besser zu verstehen, wie es für eine Person ist, eine solche Krankheit zu haben und welche Auswirkungen sie auf das tägliche Leben einer Person hat, so Scott Menzel. Molly Parker spielt Adams Mutter Beth, Walton Goggins seinen Stiefvater Paul und Taylor Russell seine neue Mitschülerin Maya. Beth Grant übernahm die Rolle von Schwester Catherine, der Schulleiterin an Adams neuer Schule, Andy García spielt Father Patrick, den dortigen Priester.
Die Dreharbeiten fanden in Wilmington in North Carolina statt. Als Kameramann fungierte Michael Goi.
Am 21. August 2020 brachte Roadside Attractions den Film in die US-Kinos.

## Rezeption

### Altersfreigabe
In den USA wurde der Film von der MPAA als PG-13 eingestuft.

### Kritiken
Der Film wird von 89 Prozent aller bei Rotten Tomatoes erfassten Kritiker positiv bewertet mit durchschnittlich 7,2 von 10 möglichen Punkten.
Die Schriftstellerin und Roger-Ebert-Kritikerin Nell Minow beschreibt Adam als einfühlsamen und sympathischen Charakter. Regisseur Thor Freudenthal versetze den Zuschauer mit eindrucksvollen Bildern in dessen Wahrnehmung der Welt, mal im Stil eines Horrorfilms in Tintenklecksoptik, dann aber auch durch seine drei Begleiter, die ihm die ganze Zeit sagen, was er tun soll. Freudenthal habe eine echte Begabung für die Arbeit mit Kindern und Jugendlichen, wie er bereits in Diary of a Wimpy Kid, Percy Jackson: Sea of Monsters und verschiedenen Folgen von Arrow unter Beweis stellte, so Minow. Die Chemie zwischen Charlie Plummer und Taylor Russell stimme, Andy García sei als einfühlsamer Priester hervorragend, und Beth Grant verleihe ihrer Rolle, die leicht in ein Klischee hätte abrutschen können, eine gewisse Tiefe.

### Auszeichnungen
Imagen Awards 2021
- Nominierung als Bester Spielfilm[10]